# ۲۱۲ (پیش از میلاد)
۲۱۲ (پیش از میلاد) دویست و دوازدهمین سال قبل از تقویم میلادی است.